# المفاعل النووي السلام (الجزائر)
المفاعل النووي (السلام)،، هو مفاعل نووي أبحاث جزائري مخصص لإنتاج المواد الصيدلانية الإشعاعية، يمكنه إنتاج قوة قدرها 15 ميجاوات، تم بنائه بتنسيق مع الصين بمنطقة عين وسارة ولاية الجلفة، ودخل الخدمة منذ عام 1993 ويعمل بالماء الثقيل وهو خاضع لمراقبة الوكالة الدولية للطاقة الذرية.